# Женщина в цветастой шляпе
«Женщина в цветастой шляпе» (англ. Woman with Flowered Hat) — картина в стиле поп-арт, созданная американским художником Роем Лихтенштейном в 1963 году. Она выполнена акриловой краской «Magna» на холсте. В мае 2013 года она была продана за рекордную для работ Лихтенштейна цену. Произведение создано на основе портрета Доры Маар кисти Пабло Пикассо.

## История
Пикассо написал несколько портретов своей любовницы Доры Маар, в которых её лицо искажено в манере, подобной картине Лихтенштейна. Такие портреты были экспрессионистским развитием фрагментированных форм его более ранних кубистических работ. Картина Пикассо 1941 года, «Дора Маар с кошкой» была продана на аукционе за $95 216 000 в 2006 году.
Лихтенштейн непосредственно использовал портрет Маар 1939—1940 годов из семейной коллекции Мортона Дж. Неймана в качестве образца для своей «Женщины в цветастой шляпе». Сам Нейман послал репродукцию портрета Лихтенштейну, увидев одну из его ранних переделок картины Пикассо.
Лихтенштейн создавал «Женщину в цветастой шляпе», черпая вдохновение из различных типов источников, включая коммерческие иллюстрации, комические образы и модернистские шедевры. Шедевры представляли то, что можно было бы назвать «каноном» искусства и считалось «высоким искусством», в то время к «низкому искусству», включённому в произведение, можно было отнести элементы комиксов. К «шедеврам», повлиявшим на картину Лихтенштейна, относились работы таких мастеров, как Сезанн, Мондриан и Пикассо. Сам Лихтенштейн в те же 1960-е годы отмечал, что вещами, которые он, по-видимому, пародировал, он на самом деле восхищался. «Женщина в цветастой шляпе» является одной из четырёх вариаций Пикассо, созданных Лихтенштейном в 1962 и 1963 годах.

## Создание
Лихтенштейн работал, создавая мелкомасштабный линейный рисунок на основе репродукции Пикассо. Затем он проецировал его на холст, используя проецируемый контур-рисунок в качестве шаблона. Художник сознательно избегал более лёгкого варианта проецирования самой репродукции. По словам искусствоведа Майкла Фицджеральда, это делалось потому, что он хотел быть «верным своей дисциплине рисования». Лихтенштейн прикрепил репродукцию к стене своей мастерской рядом с картиной, когда работал над ней. Фотографию художника с незавершённой работой можно увидеть в статье о Лихтенштейне, появившейся в журнале Life в то время. Данное свидетельство делает «Женщину в цветастой шляпе» «наиболее тщательно документированной из его вариаций Пикассо».

## Рекорд на аукционе
15 мая 2013 года «Женщина в цветастой шляпе» была продана на аукционе Кристис за $56,1 млн, включая гонорары. Она была приобретена ювелиром Лоуренсом Граффом. Графф, чей 75-й юбилей приходился на 13 июня того же года, переиграл трёх других претендентов, предложив за работу Лихтенштейна $50 млн (первоначально прогнозировалось что цена превысит $30 млн), которая с учётом аукционных сборов в итоге и составила $56,1 млн. Продажа совпала с ретроспективой работ Лихтенштейна, проводившейся в Современной галерее Тейт, которая была крупнейшей в истории художника и также проходила в Чикагском институте искусств, Национальной галерее искусства в Вашингтоне и парижском Центре Помпиду. «Женщина в цветастой шляпе» побила прежний рекорд для работ Лихтенштейна, установленный 9 мая 2012 года продажей «Спящей девушки» за $44,8 млн на аукционе Сотбис.